# 北海道道694号北長沼由仁線
北海道道694号北長沼由仁線（ほっかいどうどう694ごう きたながぬまゆにせん）は、北海道夕張郡長沼町と由仁町を結ぶ一般道道（北海道道）である。

## 概要

### 路線データ
- 起点：北海道夕張郡長沼町東2線北（北海道道45号恵庭栗山線・北海道道1080号栗山北広島線交点）
- 終点：北海道夕張郡由仁町中央（北海道道3号札幌夕張線交点）
- 路線延長：6.9km

## 歴史
- 1971年（昭和46年）3月31日 路線認定[1]。

## 地理

### 通過する自治体
- 空知総合振興局
  - 夕張郡
    - 長沼町
    - 由仁町

### 交差する道路
長沼町
- 北海道道45号恵庭栗山線 - 東2線北（起点）
- 北海道道1080号栗山北広島線 - 東2線北（起点）

由仁町
- 北海道道3号札幌夕張線 - 中央（終点）

### 沿線にある施設など
長沼町
- ヤリキレナイ川
- 長沼町立北長沼小学校 - 東2線北15

由仁町
- 空知信用金庫由仁支店 - 本町148
- JR北海道 室蘭本線 由仁駅 - 本町
- 由仁郵便局＝中央21